# Regős Lili
Regős Lili Rita (Nyíregyháza, 1987. december 27.–) magyar sportoló, többszörös fitneszbajnok, fitneszmodell.

## Pályafutása
Gyermekkorától sportol. 2009-ben kezdett el edzeni, nemsokára megnyerte a Fitparádé nevű versenyt. A Miss World Hungary versenyen Miss Sport különdíjat kapott, 2012-ben világbajnok lett, majd megnyerte a Miss Fitness Universe Bikini versenyt Miamiban. 2014 decemberében az indiai világbajnokságon indul.

## Magánélete
2003-tól hat és fél évig volt Bodnár László labdarúgó párja. Szakításukat követően 2011-ben szingliként várta a júliusi szépségkirálynő választást, amikor is találkozott Berki Krisztiánnal. Berkivel ezután kapcsolata alakult ki.  2014-ben Habony Árpáddal alkotott egy párt. Első gyermeke, Szabó Szofia Tia 2017-ben született.